# Carlos Hernández (wenezuelski bokser)
Carlos Hernández – wenezuelski bokser, złoty medalista Igrzysk Ameryki Środkowej i Karaibów 1959 w kategorii piórkowej.